# Alexandru Popu
Alexandru Popu (n. 1867 – d. 1937, Gherla, județul Cluj) a fost un deputat în Marea Adunare Națională de la Alba Iulia, organismul legislativ reprezentativ al „tuturor românilor din Transilvania, Banat și Țara Ungurească”, cel care a adoptat hotărârea privind Unirea Transilvaniei cu România, la 1 decembrie 1918 :p. 90 .

## Biografie
A urmat cursurile Școlii normale de la Gherla, după care a îndeplinit funcția de învățător. În preajma Marii Uniri a ținut conferințe în care sublinia importanța Unirii Transilvaniei cu Regatul României, fiind ales membru în Consiliul Național Român din Gherla :p. 90.

## Activitatea politică
Ca deputat în Adunarea Națională din 1 decembrie 1918, Alexandru Popu a fost delegat al Reuniunii Învățătorilor Români Greco-Catolici din jurul Gherlei :p. 90.